# ドーナツトーク
『ドーナツトーク』は、CBCテレビの製作により、TBS系列で2022年4月3日から2024年3月31日まで毎週日曜日の23:30 - 翌0:00（JST）に放送されていたドキュメンタリートークバラエティ番組。
2022年2月26日にCBCテレビエリアでパイロット版が放送された後、全国ネットに昇格した。

## 概要
番組のコンセプトは世の中の様々な「ドーナツトーク」を覗き見し、日曜の夜に気持ちが丸くなる「共感」と「発見」を届けるというもの。
レギュラーの女性タレント4名とゲストのタレント1組が全国各地をオンラインでつないだ50人の女性とともにトークを行う。
エンディングテーマ曲、microstar『恋をするなら』。
東北放送やRKB毎日放送では平日午前中に不定期で再放送を行っている。

## 出演者（パイロット版・CBCテレビローカル）
MC
- 水野美紀
- 松嶋尚美
- 鷲見玲奈（フリーアナウンサー）
- PORIN（Awesome City Club）

## 出演者（レギュラー・全国ネット昇格後）
MC
- 水野美紀
- ヒコロヒー
- 鷲見玲奈（フリーアナウンサー）
- PORIN（Awesome City Club）

ゲスト
- 週替わりで1組出演（後述）。

## 全国ネット昇格後放送リスト
2022年 / 2023年/ 2024年
| 回                                                               | 放送日   | テーマ                                                                                | スタジオゲスト             | 備考          |
| ---------------------------------------------------------------- | -------- | ------------------------------------------------------------------------------------- | -------------------------- | ------------- |
| 1                                                                | 4月3日   | 結婚相手に求める条件とは!                                                             | 河合郁人（A.B.C-Z）        |               |
| 2                                                                | 4月10日  | 街ゆくひとの悩み＆私が気づいた男の法則                                                | 小沢一敬（スピードワゴン） | 23:55から放送 |
| 3                                                                | 4月17日  | ヒコロヒー、ファンキーすぎる母の武勇伝＆街ゆく人の「私の親自慢」                      | 平子祐希（アルコ&ピース）  | 23:45から放送 |
| 4                                                                | 4月24日  | 筋トレ偏愛男子はアリ?武田真治に水野美紀がダメ出し連発!                                | 武田真治                   |               |
| 5                                                                | 5月1日   | 王林共感!青森の女子高生を覗き見!東京人にコレだけは言いたい                            | 王林                       |               |
| 6                                                                | 5月8日   | 衝撃の世代間ギャップ!!水野美紀しか知らない「LD」って?                                 | 小池徹平                   |               |
| 7                                                                | 5月15日  | 現役東大女子のトークを覗き見!ハードル上がり過ぎの恋愛観?                              | 山口真由                   |               |
| 8                                                                | 5月22日  | 一人飲み女子の実態を覗き見!大激論!買った下着洗うか問題                                | 陣内智則                   |               |
| 9                                                                | 5月29日  | 炎上芸人VS女性陣のバトル勃発/珍回答続出!私のストレス解消法                            | 鈴木拓（ドランクドラゴン） |               |
| 10                                                               | 6月5日   | 最近メンタルやられすぎ?ヒコロヒー涙のワケ/花を買いに来たお客さんに密着                | 岩井勇気（ハライチ）       |               |
| 11                                                               | 6月12日  | 心に残る「刺さりフレーズ」発表会!/水野美紀の爆笑プロポーズ                            | 松嶋尚美                   | 23:45から放送 |
| 12                                                               | 6月19日  | 街ゆく人の「人生最高の写真」を大調査!/小籔が心のモヤモヤを解決!                       | 小籔千豊                   |               |
| 13                                                               | 6月26日  | 「キスは不潔!」超潔癖の古市憲寿と大激論!/珍回答続出「結婚の決め手」は?                | 古市憲寿                   | 23:55より放送 |
| 14                                                               | 7月3日   | 鷲見が大胆分析!浮気する男の見分け方/徹底討論!男女の友情は成立する?                    | 石川恋                     | 23:45より放送 |
| （7月10日は選挙特別番組『選挙の日2022 私たちの明日』のため休止） |          |                                                                                       |                            |               |
| （7月17日と7月24日は「世界陸上オレゴン」中継のため休止）         |          |                                                                                       |                            |               |
| 15                                                               | 7月31日  | ニッポン大好き!外国人女性のトークを覗き見!/児嶋の〇〇音痴伝説!                        | 児嶋一哉（アンジャッシュ） |               |
| 16                                                               | 8月7日   | 激変!原宿最新事情・現役カリスマショップ店員の会話を覗き見&黒ryuchell降臨!             | ryuchell                   |               |
| 17                                                               | 8月14日  | ズバリ夫の点数は?街ゆく方の爆笑夫婦模様/さまぁ～ず大竹の細かすぎるルーティン!         | 中村仁美                   |               |
| 18                                                               | 8月21日  | 客席に浮気相手が全員集合!綾小路翔の激ヤバ武勇伝/お節介はどこまでが愛なのか?           | 綾小路翔（氣志團）         |               |
| 19                                                               | 8月28日  | “家電芸人”土田晃之が家電のお悩み一挙解決!/街で聞いた「ネットの購入履歴」              | 土田晃之                   |               |
| 20                                                               | 9月4日   | 大激論!パートナーの前でオナラできるか問題/濱口優の新米パパ奮闘記                      | 濱口優（よゐこ）           |               |
| 21                                                               | 9月11日  | オードリー春日のドケチ生活術/筋トレ女子のドーナツトークを覗き見!                      | 春日俊彰（オードリー）     |               |
| 22                                                               | 9月18日  | ビーチで聞いたプチ自慢発表会!/鷲見が爆弾発言!下着を洗う基準                           | 薄幸（納言）               |               |
| 23                                                               | 9月25日  | ぶっちゃけ過ぎトーク大放出SP!                                                         | -                          | 23:35より放送 |
| 24                                                               | 10月2日  | これって私の地元だけ?珍ルール発表会&西川貴教が滋賀の魅力を熱弁!                       | 西川貴教                   |               |
| 25                                                               | 10月9日  | シェアハウス住民の赤裸々ドーナツトーク&鷲見が学生寮での大事件を告白!                  | 伊藤俊介（オズワルド）     |               |
| 26                                                               | 10月16日 | 大沢あかねが夫・劇団ひとりの不思議過ぎる生態を激白/イマドキ女子小学生のドーナツトーク | 大沢あかね                 | 23:55より放送 |
| 27                                                               | 10月23日 | 暴走!NGなしジャニーズに水野が大説教!/街ゆく人に聞いたコレクション                     | 辰巳雄大（ふぉ〜ゆ〜）     | 23:45より放送 |
| 28                                                               | 10月30日 | 激論!友達と知り合いの境界線/女性起業家のドーナツトークを覗き見                        | 早見あかり                 |               |
| 29                                                               | 11月6日  | 銀シャリ橋本の深い闇を全力カウンセリング!/パートナーに求める細かすぎるこだわり        | 橋本直（銀シャリ）         |               |
| 30                                                               | 11月13日 | バカリズムの持論が炸裂!驚きの理詰め生活術&妻にどうしても言えないこと                  | バカリズム                 |               |
| 31                                                               | 11月20日 | 「男が欲しい!」大胆発言連発の村重杏奈・豪快父がサプライズ登場!                        | 村重杏奈                   |               |
| 32                                                               | 11月27日 | 野々村友紀子の仰天!イライラ解消術/“専業主夫”のドーナツトークを覗き見                  | 野々村友紀子               |               |
| 33                                                               | 12月4日  | 共演者と結婚した芸人を徹底追及!/ヒコロヒー救った神対応タクシー                        | 酒井健太（アルコ&ピース）  |               |
| 34                                                               | 12月11日 | 心にサムライを飼う女・坂井真紀が登場!/「片手自撮り」のやり方で年齢発覚!               | 坂井真紀                   | 23:40より放送 |
| 35                                                               | 12月18日 | ロマンチスト出川の恋愛講座で迷言連発!一世一代のサプライズの結末は                     | 出川哲朗                   |               |
| 36                                                               | 12月25日 | 肉食系女子バービー DMから結婚までの“恋活一直線”を赤裸々告白!                          | バービー（フォーリンラブ） |               |

| 回 | 放送日   | テーマ                                                                         | スタジオゲスト                                               | 備考          |
| --- | -------- | ------------------------------------------------------------------------------ | ------------------------------------------------------------ | ------------- |
| （1月1日は『笑いの王者が大集結!ドリーム東西ネタ合戦2023』（TBSテレビ製作。21:00 - 翌0:15）のため休止）          |          |                                                                                |                                                              |               |
| 37 | 1月8日   | 滝藤賢一のこだわり強過ぎ生活を水野美紀が暴露&ドラァグクイーンのトーク覗き見    | 滝藤賢一                                                     | 23:55より放送 |
| 38 | 1月15日  | 鬼越トマホークの葬り去りたい黒歴史/水野美紀がケンカに参戦!まさかの結末に…      | 鬼越トマホーク（金ちゃん・坂井良多）                         | 23:45より放送 |
| 39 | 1月22日  | Z世代のカリスマ姉弟の実態/自己肯定感の高め方発表会                             | よしミチ（よしあき&ミチ）                                    |               |
| 40 | 1月29日  | 大波乱!名言連発のROLANDにドーナツ会員が強烈ダメ出し                            | ROLAND                                                       |               |
| 41 | 2月5日   | 狩野英孝が断言!浮気症は治るんです/奥深い「神主」の世界                         | 狩野英孝                                                     |               |
| 42 | 2月12日  | 三宅健が語るアイドルの裏側&ファンサービスの極意                                | 三宅健                                                       |               |
| 43 | 2月19日  | 超ひねくれ者!?売れっ子経済学者の頭の中/持論暴論!大プレゼン大会                 | 成田悠輔                                                     |               |
| 44 | 2月26日  | 「礼儀知らずはシメられる!」ギャル界の厳しい掟&ギャル語講座                     | ゆうちゃみ                                                   |               |
| 45 | 3月5日   | おひとりさま上等!心の闇全開!森三中・黒沢のロックな叫び                         | 黒沢かずこ（森三中）                                         |               |
| 46 | 3月12日  | モヤモヤする他人の言動発表会!ロッチ・コカドの滑舌問題に光が                    | コカドケンタロウ（ロッチ）                                   | 23:45より放送 |
| 47 | 3月19日  | 全員が衝撃の勘違い!童謡の真実/“コミュ力おばけ”が登場!                          | 上地雄輔                                                     |               |
| 48 | 3月26日  | 美の伝道師IKKOの波乱万丈人生&美の秘訣を伝授!                                   | IKKO                                                         |               |
| 49 | 4月2日   | 番組開始1周年!春の熱海を満喫ドーナツトーク女子旅                               | -                                                            |               |
| 50 | 4月9日   | 番組開始1周年!春の熱海を満喫ドーナツトーク女子旅＜後編＞                       | -                                                            |               |
| 51 | 4月16日  | 炎上上等!“ミスター下世話”さらば森田のど偏見トーク                              | 森田哲矢（さらば青春の光）                                   | 23:55より放送 |
| 52 | 4月23日  | 謎の男!!ラッパー・呂布カルマのプライベートを全部聞く!                          | 呂布カルマ                                                   | 23:55より放送 |
| 53 | 4月30日  | 美容男子Mattなぜこうなった?浮世離れ生活が明らかに!                             | Matt                                                         | 23:45より放送 |
| 54 | 5月7日   | 世界は似た人であふれている!春菜の「じゃね〜よ」ヒストリー                      | 近藤春菜（ハリセンボン）                                     |               |
| 55 | 5月14日  | 全員半泣き!超辛口!LINEのアイコンでわかる深層心理                               | 岩尾望（フットボールアワー）                                 |               |
| 56 | 5月21日  | 浮気はどこまで許される?ケンコバが世の女性に問う!                               | ケンドーコバヤシ                                             |               |
| 57 | 5月28日  | もはや恐怖!ロッチ中岡超ズボラ生活の全貌                                        | 中岡創一（ロッチ）                                           |               |
| 58 | 6月4日   | メンディー超赤面!メンバーからのタレコミで大ピンチ!                             | 関口メンディー（GENERATIONS from EXILE TRIBE）               |               |
| 59 | 6月11日  | 格闘家・武尊の哀しき恋愛黒歴史&結婚相談所の裏側                                | 武尊                                                         |               |
| 60 | 6月18日  | 尾上松也が「異常な耳フェチ」を告白!ヒコロヒーの耳に大興奮!                     | 尾上松也                                                     | 23:45より放送 |
| 61 | 6月25日  | 夢も悩みも!涙も笑いも!芸人妻のドーナツトークを覗き見                           | 近藤千尋                                                     | 23:55より放送 |
| 62 | 7月2日   | 浜口京子が大暴走でカオスに!恋愛への妄想が止まらない!                           | 浜口京子                                                     |               |
| 63 | 7月9日   | 飲み屋で出会って劇的結婚!貫地谷しほりの結婚秘話                                | 貫地谷しほり                                                 |               |
| 64 | 7月16日  | YOUのガチ悩み相談!金言連発で全員感動                                           | YOU                                                          |               |
| 65 | 7月23日  | ハワイ移住の梨花がぶっちゃけトーク全開!大論争!恋人の携帯見るか問題             | 梨花                                                         | 23:55より放送 |
| 66 | 7月30日  | 愛とお金どっちが大事?松本若菜からの究極質問に一同悶絶!                         | 松本若菜                                                     | 23:43より放送 |
| 67 | 8月6日   | 「なぜロン毛?」街ゆくロン毛男性の人生模様/ダイアモンド☆ユカイのロックな生き様! | ダイアモンド☆ユカイ                                          |               |
| 68 | 8月13日  | 空気が読めない男ナダル!裏の顔丸出しの失礼事件簿                                | コロコロチキチキペッパーズ（ナダル・西野創人）               | 23:45より放送 |
| （8月20日は「世界陸上2023 ブダペスト」中継のため休止）                                                          |          |                                                                                |                                                              |               |
| 69 | 8月27日  | 藤本美貴が神回答連発!!超辛口ガチ悩み相談                                       | 藤本美貴                                                     |               |
| 70 | 9月3日   | カッコいい男になりたい!重岡大毅心の叫び!                                       | 重岡大毅（ジャニーズWEST）                                   |               |
| 71 | 9月10日  | ストレス、セイグッバイ!ずん飯尾の珍健康法                                      | 飯尾和樹（ずん）                                             | 23:31より放送 |
| 72 | 9月17日  | 街で聞いた「私バズりました!」/山之内すずが発見!バズらせる法則                  | 山之内すず                                                   | 23:55より放送 |
| 73 | 9月24日  | キャラ崩壊!?三浦翔平が女性陣の総攻撃でタジタジに                               | 三浦翔平                                                     |               |
| （10月1日は「アジア競技大会」中継のため休止）                                                                   |          |                                                                                |                                                              |               |
| 74 | 10月8日  | 時は戻せない!ぺこぱ松陰寺 愛妻カレを前に大失態!                                | ぺこぱ（松陰寺太勇・シュウペイ）                             |               |
| 75 | 10月15日 | 鷲見の決めつけ!ダイアンは少年漫才師!?                                          | ダイアン（ユースケ・津田篤弘）                               | 23:55より放送 |
| 76 | 10月22日 | 「薄毛」ではなく「ハゲ」と言って トレエン斎藤が大困惑                          | 斎藤司（トレンディエンジェル）                               | 23:45より放送 |
| 77 | 10月29日 | 峯岸みなみ 夫の許せない行動に嫉妬心爆発!                                       | 峯岸みなみ                                                   |               |
| 78 | 11月5日  | ㊙話連発!東京五輪金メダル獲得の原動力とは!?                                    | 水谷隼                                                       |               |
| 79 | 11月12日 | EXILE NAOTO行き過ぎた段取りに非難の嵐!                                         | EXILE NAOTO（EXILE/三代目 J SOUL BROTHERS from EXILE TRIBE） |               |
| 80 | 11月20日 | スピワゴ井戸田19歳差婚 馴れ初めの質問攻めに大困惑!                             | 井戸田潤（スピードワゴン）                                   | 0:40より放送  |
| 81 | 11月26日 | 松田ゆう姫 ほくろ取る?取らない?でまさかの大喜び!                               | 松田ゆう姫                                                   |               |
| 82 | 12月3日  | 乃木坂46キャプテン打診は突然に!「大人たちから」                                | 秋元真夏                                                     |               |
| 83 | 12月10日 | 常軌を逸したエピソード続々!トム・ブラウン                                      | トム・ブラウン（布川ひろき・みちお）                         |               |
| 84 | 12月17日 | 丸山桂里奈 大御所俳優を大激怒させた驚愕のエピソード!                           | 丸山桂里奈                                                   |               |
| 85 | 12月24日 | なすなかにし 那須の夫婦間のルールは浮気OK!?                                    | なすなかにし（那須晃行・中西茂樹）                           |               |
| （12月31日は『WBC2023 ザ・ファイナル』と『COUNT DOWN TVライブ!ライブ!年越しスペシャル!2023→2024』のため休止』） |          |                                                                                |                                                              |               |

| 回 | 放送日  | テーマ                                               | スタジオゲスト                     | 備考          |
| -- | ------- | ---------------------------------------------------- | ---------------------------------- | ------------- |
| 86 | 1月7日  | 加藤綾菜の中学時代の壮絶㊙話に番組で初めてMC陣号泣!? | 加藤綾菜                           |               |
| 87 | 1月14日 | ヒロミVS水野美紀 夫婦ラブラブ論争勃発!               | ヒロミ                             | 23:55より放送 |
| 88 | 1月21日 | ぺえ「傷は宝」幸せな自分は面白くない!?               | ぺえ                               | 23:45より放送 |
| 89 | 1月28日 | インパルス板倉 ハイエース一人旅「怖いから」車中泊    | 板倉俊之（インパルス）             |               |
| 90 | 2月4日  | ウエストランド 全く泣かない井口「男の子だから!」     | ウエストランド（井口浩之・河本太） |               |
| 91 | 2月11日 | 小学生にイラッとする三四郎・小宮 その真相に一同共感! | 三四郎（小宮浩信・相田周二）       |               |
| 92 | 2月18日 | 恋愛マスター鈴木紗理奈「修羅の道」のススメ!          | 鈴木紗理奈                         |               |
| 93 | 2月25日 | カンニング竹山 漁船ロケで起きた衝撃体験を告白        | カンニング竹山                     |               |
| 94 | 3月3日  | 水野と鷲見の夫の不満を解決!悪徳弁護士!?山添誕生      | 相席スタート（山﨑ケイ・山添寛）   |               |
| 95 | 3月10日 | ファンからのイケボ要求に津田健次郎が大焦り!          | 津田健次郎                         |               |
| 96 | 3月17日 | 霜降りせいや大パニック「上裸に上着」で病院へ!?       | せいや（霜降り明星）               | 23:45より放送 |
| 97 | 3月24日 | 勝地涼 小栗旬が指摘!「美味しい」を伝える先は股間!?   | 勝地涼                             |               |
| 98 | 3月31日 | おぎやはぎ小木 挫折を感じ車中で大絶叫!?              | 小木博明（おぎやはぎ）             |               |

## スタッフ

### レギュラー版
- ナレーター：岡本信彦
- 構成：町田裕章、水野将良、安部裕之、カツオ
- TD：神尾淳（以前はCAM）
- CAM：大澤民典
- VE：武藤康広
- 音声：谷口健二、嶽はるな【週替り】
- 美術プロデューサー：矢野雄一郎
- デザイン：安部彩
- 大道具：森山史
- 大道具操作：岸下亜樹
- アクリル装飾：犬塚健
- 電飾：島澤遼子
- アレンジ：藤原佐知子
- 美術メイク：田崎ちひろ、熊谷波江、美濃屋智代、宮沢愛海【週替り】
- 照明：荻野理彩
- 編集：田代陸、滝口(大西)真央【週替り】
- MA：井坂拓人、多勢捺映、大江拓也【週替り】
- 音効：松下俊彦
- タイトルロゴ：岡田慈
- オープニングCG：伊藤正博
- リサーチ：桜井たい子（パレット）
- 協力：ヌーベルアージュ、Zoom、東京オフラインセンター
- 編成：大羽秀樹・大澤和代（CBCテレビ）
- 宣伝：中橋かおり・川井菜穂子（CBCテレビ）
- 監修：斉藤龍昭・槌田一平（CBCテレビ、共に以前はプロデューサー）
- WEB：伊藤一、江邑竜也、長谷川琢也
- AP：望月麻衣（K-max）
- AD：田﨑文人、片根萌、小林芙海
- ディレクター：高畠大地・山口堅太郎・藤本晃輔・大出俊博・坂本健一郎・吉澤純希・松本茂之（K-max）
- 演出：碧山莉那（K-max、以前はディレクター）
- プロデューサー︰贄康平・柴田知宏（CBCテレビ）、工藤浩之・平佐智子（K-max）
- 制作協力：K-max
- 製作著作：CBCテレビ

### パイロット版

#### 過去のスタッフ
- 編成：田中久留美（CBCテレビ）
- 番宣：吉田和弘（CBCテレビ）
- AD：宮代輝道、浅野浩希

## ネット局と放送時間
| 放送対象地域   | 放送局                    | 系列    | 放送開始日                   | 放送時間               | ネット状況 |
| -------------- | ------------------------- | ------- | ---------------------------- | ---------------------- | ---------- |
| 中京広域圏     | CBCテレビ（CBC）          | TBS系列 | 2022年4月3日 - 2024年3月31日 | 日曜 23:30 - 月曜 0:00 | 【制作局】 |
| 北海道         | 北海道放送（HBC）         | TBS系列 | 2022年4月3日 - 2024年3月31日 | 日曜 23:30 - 月曜 0:00 | 同時ネット |
| 青森県         | 青森テレビ（ATV）         | TBS系列 | 2022年4月3日 - 2024年3月31日 | 日曜 23:30 - 月曜 0:00 | 同時ネット |
| 岩手県         | IBC岩手放送（IBC）        | TBS系列 | 2022年4月3日 - 2024年3月31日 | 日曜 23:30 - 月曜 0:00 | 同時ネット |
| 宮城県         | 東北放送（TBC）           | TBS系列 | 2022年4月3日 - 2024年3月31日 | 日曜 23:30 - 月曜 0:00 | 同時ネット |
| 山形県         | テレビユー山形（TUY）     | TBS系列 | 2022年4月3日 - 2024年3月31日 | 日曜 23:30 - 月曜 0:00 | 同時ネット |
| 福島県         | テレビユー福島（TUF）     | TBS系列 | 2022年4月3日 - 2024年3月31日 | 日曜 23:30 - 月曜 0:00 | 同時ネット |
| 関東広域圏     | TBSテレビ（TBS）          | TBS系列 | 2022年4月3日 - 2024年3月31日 | 日曜 23:30 - 月曜 0:00 | 同時ネット |
| 山梨県         | テレビ山梨（UTY）         | TBS系列 | 2022年4月3日 - 2024年3月31日 | 日曜 23:30 - 月曜 0:00 | 同時ネット |
| 長野県         | 信越放送（SBC）           | TBS系列 | 2022年4月3日 - 2024年3月31日 | 日曜 23:30 - 月曜 0:00 | 同時ネット |
| 新潟県         | 新潟放送（BSN）           | TBS系列 | 2022年4月3日 - 2024年3月31日 | 日曜 23:30 - 月曜 0:00 | 同時ネット |
| 静岡県         | 静岡放送（SBS）           | TBS系列 | 2022年4月3日 - 2024年3月31日 | 日曜 23:30 - 月曜 0:00 | 同時ネット |
| 富山県         | チューリップテレビ（TUT） | TBS系列 | 2022年4月3日 - 2024年3月31日 | 日曜 23:30 - 月曜 0:00 | 同時ネット |
| 石川県         | 北陸放送（MRO）           | TBS系列 | 2022年4月3日 - 2024年3月31日 | 日曜 23:30 - 月曜 0:00 | 同時ネット |
| 近畿広域圏     | 毎日放送（MBS）           | TBS系列 | 2022年4月3日 - 2024年3月31日 | 日曜 23:30 - 月曜 0:00 | 同時ネット |
| 鳥取県・島根県 | 山陰放送（BSS）           | TBS系列 | 2022年4月3日 - 2024年3月31日 | 日曜 23:30 - 月曜 0:00 | 同時ネット |
| 岡山県・香川県 | RSK山陽放送（RSK）        | TBS系列 | 2022年4月3日 - 2024年3月31日 | 日曜 23:30 - 月曜 0:00 | 同時ネット |
| 広島県         | 中国放送（RCC）           | TBS系列 | 2022年4月3日 - 2024年3月31日 | 日曜 23:30 - 月曜 0:00 | 同時ネット |
| 山口県         | テレビ山口（tys）         | TBS系列 | 2022年4月3日 - 2024年3月31日 | 日曜 23:30 - 月曜 0:00 | 同時ネット |
| 愛媛県         | あいテレビ（itv）         | TBS系列 | 2022年4月3日 - 2024年3月31日 | 日曜 23:30 - 月曜 0:00 | 同時ネット |
| 高知県         | テレビ高知（KUTV）        | TBS系列 | 2022年4月3日 - 2024年3月31日 | 日曜 23:30 - 月曜 0:00 | 同時ネット |
| 福岡県         | RKB毎日放送（RKB）        | TBS系列 | 2022年4月3日 - 2024年3月31日 | 日曜 23:30 - 月曜 0:00 | 同時ネット |
| 長崎県         | 長崎放送（NBC）           | TBS系列 | 2022年4月3日 - 2024年3月31日 | 日曜 23:30 - 月曜 0:00 | 同時ネット |
| 熊本県         | 熊本放送（RKK）           | TBS系列 | 2022年4月3日 - 2024年3月31日 | 日曜 23:30 - 月曜 0:00 | 同時ネット |
| 大分県         | 大分放送（OBS）           | TBS系列 | 2022年4月3日 - 2024年3月31日 | 日曜 23:30 - 月曜 0:00 | 同時ネット |
| 宮崎県         | 宮崎放送（MRT）           | TBS系列 | 2022年4月3日 - 2024年3月31日 | 日曜 23:30 - 月曜 0:00 | 同時ネット |
| 鹿児島県       | 南日本放送（MBC）         | TBS系列 | 2022年4月3日 - 2024年3月31日 | 日曜 23:30 - 月曜 0:00 | 同時ネット |
| 沖縄県         | 琉球放送（RBC）           | TBS系列 | 2022年4月3日 - 2024年3月31日 | 日曜 23:30 - 月曜 0:00 | 同時ネット |

- 系列外の福井放送(FBC)でも水・木曜の午前10時台を中心に不定期で放送されている。

ネット配信
| 配信元 | 更新日時          | 備考                 |
| ------ | ----------------- | -------------------- |
| TVer   | 月曜 0時00分 更新 | 最新話限定で無料配信 |
| GYAO!  | 月曜 0時00分 更新 | 最新話限定で無料配信 |
| Locipo | 月曜 0時00分 更新 | 最新話限定で無料配信 |